# Xeque-mate

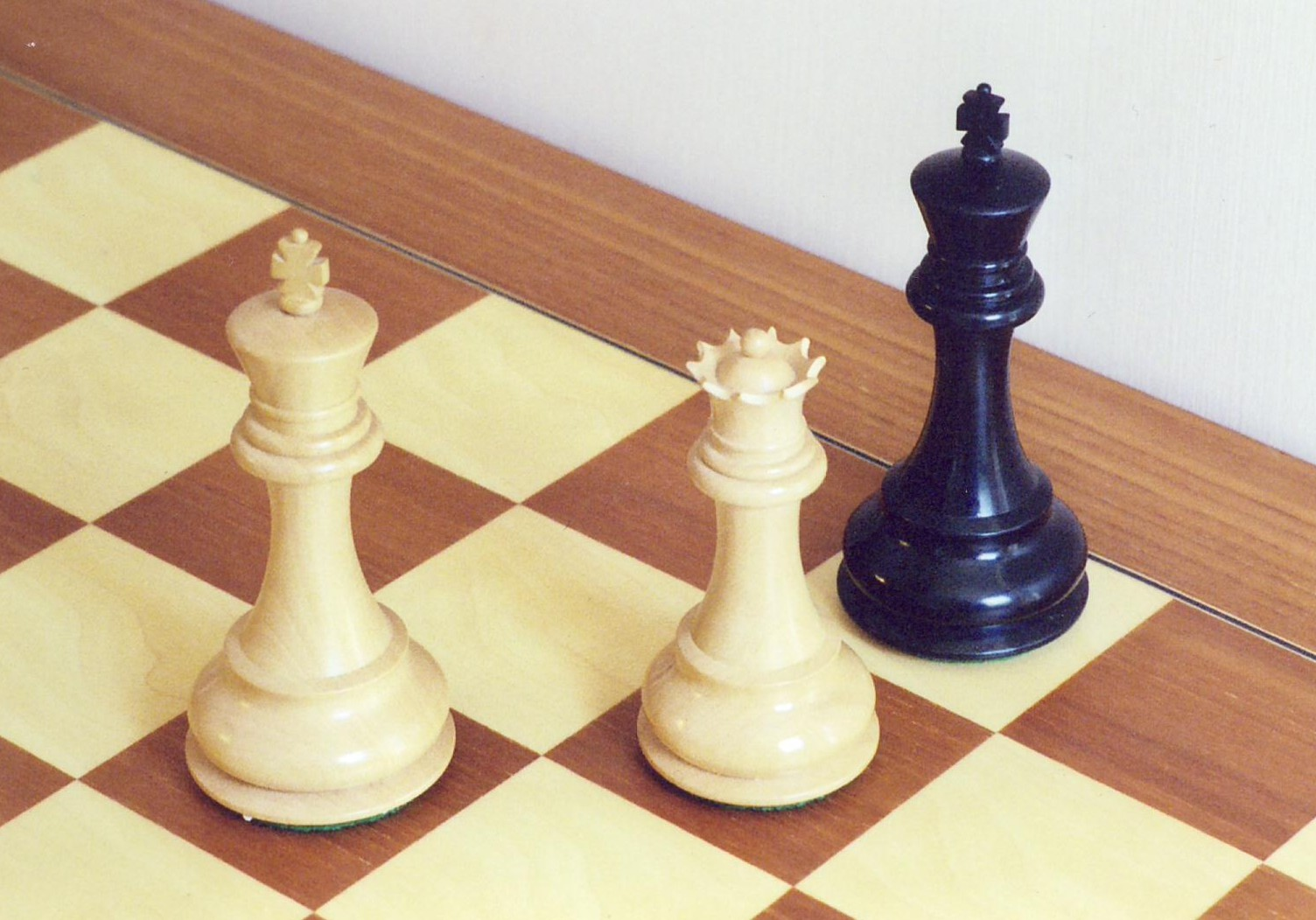
Com o auxílio do seu Rei, a Dama branca deu xeque-mate ao Rei preto e a partida terminou, a não ser que haja outra peça preta (em outro local do tabuleiro) que possa capturar a dama.

Xeque-mate (em persa شاه مات‎, significando rei se render), ou simplesmente mate, é uma expressão usada no enxadrismo para designar o lance que põe fim à partida, quando o Rei atacado por uma ou mais peças adversárias não pode movimentar-se para outra casa, tomar a peça que o ameaça ou bloquear o ataque com outra peça.

## Etimologia
A maioria dos termos de xadrez, usados pelos europeus, tem origem persa. Shah, que quer dizer rei, deu origem a check e chess em inglês, echec e echecs em francês, scacco em italiano e xaque em espanhol. Shâh-mât significa o rei está morto.
A expressão Shâh-mât não é usada quando o adversário é seu soberano, quando a expressão usada é Shâh-em!, ou Ó meu rei! Houve um rei da Pérsia que proibiu o jogo de xadrez, por causa da expressão shâh-mât. Seu sucessor voltou a permitir o jogo, mas ordenou que a expressão usada fosse Nefs-mât, ou a pessoa está morta.

## Mates básicos ou elementares
Os mates básicos são aqueles em que um lado (aqui por convenção, as pretas) tem apenas o Rei e o outro lado tem um conjunto mínimo de peças para dar o mate.
São eles:
- Rei e Dama contra Rei
- Rei e Torre contra Rei
- Rei e Dois Bispos contra Rei
- Rei, Bispo e Cavalo contra Rei

Quase todos os mates são considerados de fácil execução, exceto o "Rei, Bispo e Cavalo contra Rei".
Em todos os mates descritos acima é preciso forçar o rei adversário a mover-se para uma área específica do tabuleiro (Em "Dama e Torres" para as laterais e em "Bispos e Cavalo" para os cantos), com o objetivo de que os movimentos não venham a abrir casas de fuga ao rei adversário.

### Rei e Dama contra o Rei
Para a execução desse tipo de mate, o Rei precisa apoiar-se na dama, não para forçar o movimento do Rei adversário para uma das bordas, mas para efetuar o mate.
|   | a                                               | b                                               | c                                               | d                                               | e                                               | f                                               | g                                               | h                                               |   |
| 8 | f8 preto rei · f7 branco rainha · e6 branco rei | f8 preto rei · f7 branco rainha · e6 branco rei | f8 preto rei · f7 branco rainha · e6 branco rei | f8 preto rei · f7 branco rainha · e6 branco rei | f8 preto rei · f7 branco rainha · e6 branco rei | f8 preto rei · f7 branco rainha · e6 branco rei | f8 preto rei · f7 branco rainha · e6 branco rei | f8 preto rei · f7 branco rainha · e6 branco rei | 8 |
| 7 | f8 preto rei · f7 branco rainha · e6 branco rei | f8 preto rei · f7 branco rainha · e6 branco rei | f8 preto rei · f7 branco rainha · e6 branco rei | f8 preto rei · f7 branco rainha · e6 branco rei | f8 preto rei · f7 branco rainha · e6 branco rei | f8 preto rei · f7 branco rainha · e6 branco rei | f8 preto rei · f7 branco rainha · e6 branco rei | f8 preto rei · f7 branco rainha · e6 branco rei | 7 |
| 6 | f8 preto rei · f7 branco rainha · e6 branco rei | f8 preto rei · f7 branco rainha · e6 branco rei | f8 preto rei · f7 branco rainha · e6 branco rei | f8 preto rei · f7 branco rainha · e6 branco rei | f8 preto rei · f7 branco rainha · e6 branco rei | f8 preto rei · f7 branco rainha · e6 branco rei | f8 preto rei · f7 branco rainha · e6 branco rei | f8 preto rei · f7 branco rainha · e6 branco rei | 6 |
| 5 | f8 preto rei · f7 branco rainha · e6 branco rei | f8 preto rei · f7 branco rainha · e6 branco rei | f8 preto rei · f7 branco rainha · e6 branco rei | f8 preto rei · f7 branco rainha · e6 branco rei | f8 preto rei · f7 branco rainha · e6 branco rei | f8 preto rei · f7 branco rainha · e6 branco rei | f8 preto rei · f7 branco rainha · e6 branco rei | f8 preto rei · f7 branco rainha · e6 branco rei | 5 |
| 4 | f8 preto rei · f7 branco rainha · e6 branco rei | f8 preto rei · f7 branco rainha · e6 branco rei | f8 preto rei · f7 branco rainha · e6 branco rei | f8 preto rei · f7 branco rainha · e6 branco rei | f8 preto rei · f7 branco rainha · e6 branco rei | f8 preto rei · f7 branco rainha · e6 branco rei | f8 preto rei · f7 branco rainha · e6 branco rei | f8 preto rei · f7 branco rainha · e6 branco rei | 4 |
| 3 | f8 preto rei · f7 branco rainha · e6 branco rei | f8 preto rei · f7 branco rainha · e6 branco rei | f8 preto rei · f7 branco rainha · e6 branco rei | f8 preto rei · f7 branco rainha · e6 branco rei | f8 preto rei · f7 branco rainha · e6 branco rei | f8 preto rei · f7 branco rainha · e6 branco rei | f8 preto rei · f7 branco rainha · e6 branco rei | f8 preto rei · f7 branco rainha · e6 branco rei | 3 |
| 2 | f8 preto rei · f7 branco rainha · e6 branco rei | f8 preto rei · f7 branco rainha · e6 branco rei | f8 preto rei · f7 branco rainha · e6 branco rei | f8 preto rei · f7 branco rainha · e6 branco rei | f8 preto rei · f7 branco rainha · e6 branco rei | f8 preto rei · f7 branco rainha · e6 branco rei | f8 preto rei · f7 branco rainha · e6 branco rei | f8 preto rei · f7 branco rainha · e6 branco rei | 2 |
| 1 | f8 preto rei · f7 branco rainha · e6 branco rei | f8 preto rei · f7 branco rainha · e6 branco rei | f8 preto rei · f7 branco rainha · e6 branco rei | f8 preto rei · f7 branco rainha · e6 branco rei | f8 preto rei · f7 branco rainha · e6 branco rei | f8 preto rei · f7 branco rainha · e6 branco rei | f8 preto rei · f7 branco rainha · e6 branco rei | f8 preto rei · f7 branco rainha · e6 branco rei | 1 |
|   | a                                               | b                                               | c                                               | d                                               | e                                               | f                                               | g                                               | h                                               |   |

### Rei e Torre contra o Rei
Para a execução desse tipo de mate, é necessário bloquear o avanço do Rei adversário para o centro do tabuleiro, usando o Rei. Para então dar xeque-mate com a Torre.
|   | a                                              | b                                              | c                                              | d                                              | e                                              | f                                              | g                                              | h                                              |   |
| 8 | d5 branco rei · f5 preto rei · f2 branco torre | d5 branco rei · f5 preto rei · f2 branco torre | d5 branco rei · f5 preto rei · f2 branco torre | d5 branco rei · f5 preto rei · f2 branco torre | d5 branco rei · f5 preto rei · f2 branco torre | d5 branco rei · f5 preto rei · f2 branco torre | d5 branco rei · f5 preto rei · f2 branco torre | d5 branco rei · f5 preto rei · f2 branco torre | 8 |
| 7 | d5 branco rei · f5 preto rei · f2 branco torre | d5 branco rei · f5 preto rei · f2 branco torre | d5 branco rei · f5 preto rei · f2 branco torre | d5 branco rei · f5 preto rei · f2 branco torre | d5 branco rei · f5 preto rei · f2 branco torre | d5 branco rei · f5 preto rei · f2 branco torre | d5 branco rei · f5 preto rei · f2 branco torre | d5 branco rei · f5 preto rei · f2 branco torre | 7 |
| 6 | d5 branco rei · f5 preto rei · f2 branco torre | d5 branco rei · f5 preto rei · f2 branco torre | d5 branco rei · f5 preto rei · f2 branco torre | d5 branco rei · f5 preto rei · f2 branco torre | d5 branco rei · f5 preto rei · f2 branco torre | d5 branco rei · f5 preto rei · f2 branco torre | d5 branco rei · f5 preto rei · f2 branco torre | d5 branco rei · f5 preto rei · f2 branco torre | 6 |
| 5 | d5 branco rei · f5 preto rei · f2 branco torre | d5 branco rei · f5 preto rei · f2 branco torre | d5 branco rei · f5 preto rei · f2 branco torre | d5 branco rei · f5 preto rei · f2 branco torre | d5 branco rei · f5 preto rei · f2 branco torre | d5 branco rei · f5 preto rei · f2 branco torre | d5 branco rei · f5 preto rei · f2 branco torre | d5 branco rei · f5 preto rei · f2 branco torre | 5 |
| 4 | d5 branco rei · f5 preto rei · f2 branco torre | d5 branco rei · f5 preto rei · f2 branco torre | d5 branco rei · f5 preto rei · f2 branco torre | d5 branco rei · f5 preto rei · f2 branco torre | d5 branco rei · f5 preto rei · f2 branco torre | d5 branco rei · f5 preto rei · f2 branco torre | d5 branco rei · f5 preto rei · f2 branco torre | d5 branco rei · f5 preto rei · f2 branco torre | 4 |
| 3 | d5 branco rei · f5 preto rei · f2 branco torre | d5 branco rei · f5 preto rei · f2 branco torre | d5 branco rei · f5 preto rei · f2 branco torre | d5 branco rei · f5 preto rei · f2 branco torre | d5 branco rei · f5 preto rei · f2 branco torre | d5 branco rei · f5 preto rei · f2 branco torre | d5 branco rei · f5 preto rei · f2 branco torre | d5 branco rei · f5 preto rei · f2 branco torre | 3 |
| 2 | d5 branco rei · f5 preto rei · f2 branco torre | d5 branco rei · f5 preto rei · f2 branco torre | d5 branco rei · f5 preto rei · f2 branco torre | d5 branco rei · f5 preto rei · f2 branco torre | d5 branco rei · f5 preto rei · f2 branco torre | d5 branco rei · f5 preto rei · f2 branco torre | d5 branco rei · f5 preto rei · f2 branco torre | d5 branco rei · f5 preto rei · f2 branco torre | 2 |
| 1 | d5 branco rei · f5 preto rei · f2 branco torre | d5 branco rei · f5 preto rei · f2 branco torre | d5 branco rei · f5 preto rei · f2 branco torre | d5 branco rei · f5 preto rei · f2 branco torre | d5 branco rei · f5 preto rei · f2 branco torre | d5 branco rei · f5 preto rei · f2 branco torre | d5 branco rei · f5 preto rei · f2 branco torre | d5 branco rei · f5 preto rei · f2 branco torre | 1 |
|   | a                                              | b                                              | c                                              | d                                              | e                                              | f                                              | g                                              | h                                              |   |

|   | a                                              | b                                              | c                                              | d                                              | e                                              | f                                              | g                                              | h                                              |   |
| 8 | h7 branco torre · f3 branco rei · h3 preto rei | h7 branco torre · f3 branco rei · h3 preto rei | h7 branco torre · f3 branco rei · h3 preto rei | h7 branco torre · f3 branco rei · h3 preto rei | h7 branco torre · f3 branco rei · h3 preto rei | h7 branco torre · f3 branco rei · h3 preto rei | h7 branco torre · f3 branco rei · h3 preto rei | h7 branco torre · f3 branco rei · h3 preto rei | 8 |
| 7 | h7 branco torre · f3 branco rei · h3 preto rei | h7 branco torre · f3 branco rei · h3 preto rei | h7 branco torre · f3 branco rei · h3 preto rei | h7 branco torre · f3 branco rei · h3 preto rei | h7 branco torre · f3 branco rei · h3 preto rei | h7 branco torre · f3 branco rei · h3 preto rei | h7 branco torre · f3 branco rei · h3 preto rei | h7 branco torre · f3 branco rei · h3 preto rei | 7 |
| 6 | h7 branco torre · f3 branco rei · h3 preto rei | h7 branco torre · f3 branco rei · h3 preto rei | h7 branco torre · f3 branco rei · h3 preto rei | h7 branco torre · f3 branco rei · h3 preto rei | h7 branco torre · f3 branco rei · h3 preto rei | h7 branco torre · f3 branco rei · h3 preto rei | h7 branco torre · f3 branco rei · h3 preto rei | h7 branco torre · f3 branco rei · h3 preto rei | 6 |
| 5 | h7 branco torre · f3 branco rei · h3 preto rei | h7 branco torre · f3 branco rei · h3 preto rei | h7 branco torre · f3 branco rei · h3 preto rei | h7 branco torre · f3 branco rei · h3 preto rei | h7 branco torre · f3 branco rei · h3 preto rei | h7 branco torre · f3 branco rei · h3 preto rei | h7 branco torre · f3 branco rei · h3 preto rei | h7 branco torre · f3 branco rei · h3 preto rei | 5 |
| 4 | h7 branco torre · f3 branco rei · h3 preto rei | h7 branco torre · f3 branco rei · h3 preto rei | h7 branco torre · f3 branco rei · h3 preto rei | h7 branco torre · f3 branco rei · h3 preto rei | h7 branco torre · f3 branco rei · h3 preto rei | h7 branco torre · f3 branco rei · h3 preto rei | h7 branco torre · f3 branco rei · h3 preto rei | h7 branco torre · f3 branco rei · h3 preto rei | 4 |
| 3 | h7 branco torre · f3 branco rei · h3 preto rei | h7 branco torre · f3 branco rei · h3 preto rei | h7 branco torre · f3 branco rei · h3 preto rei | h7 branco torre · f3 branco rei · h3 preto rei | h7 branco torre · f3 branco rei · h3 preto rei | h7 branco torre · f3 branco rei · h3 preto rei | h7 branco torre · f3 branco rei · h3 preto rei | h7 branco torre · f3 branco rei · h3 preto rei | 3 |
| 2 | h7 branco torre · f3 branco rei · h3 preto rei | h7 branco torre · f3 branco rei · h3 preto rei | h7 branco torre · f3 branco rei · h3 preto rei | h7 branco torre · f3 branco rei · h3 preto rei | h7 branco torre · f3 branco rei · h3 preto rei | h7 branco torre · f3 branco rei · h3 preto rei | h7 branco torre · f3 branco rei · h3 preto rei | h7 branco torre · f3 branco rei · h3 preto rei | 2 |
| 1 | h7 branco torre · f3 branco rei · h3 preto rei | h7 branco torre · f3 branco rei · h3 preto rei | h7 branco torre · f3 branco rei · h3 preto rei | h7 branco torre · f3 branco rei · h3 preto rei | h7 branco torre · f3 branco rei · h3 preto rei | h7 branco torre · f3 branco rei · h3 preto rei | h7 branco torre · f3 branco rei · h3 preto rei | h7 branco torre · f3 branco rei · h3 preto rei | 1 |
|   | a                                              | b                                              | c                                              | d                                              | e                                              | f                                              | g                                              | h                                              |   |

### Bispos contra Rei
Para executar esse mate, deve-se forçar o Rei adversário a mover-se para um dos cantos do tabuleiro, e o mate será efetuado com o Bispo respectivo a casa (clara ou escura) que ocupa o canto para o qual o Rei adversário irá se situar.
|   | a                                                                | b                                                                | c                                                                | d                                                                | e                                                                | f                                                                | g                                                                | h                                                                |   |
| 8 | b6 preto rei · a4 branco bispo · b4 branco rei · e3 branco bispo | b6 preto rei · a4 branco bispo · b4 branco rei · e3 branco bispo | b6 preto rei · a4 branco bispo · b4 branco rei · e3 branco bispo | b6 preto rei · a4 branco bispo · b4 branco rei · e3 branco bispo | b6 preto rei · a4 branco bispo · b4 branco rei · e3 branco bispo | b6 preto rei · a4 branco bispo · b4 branco rei · e3 branco bispo | b6 preto rei · a4 branco bispo · b4 branco rei · e3 branco bispo | b6 preto rei · a4 branco bispo · b4 branco rei · e3 branco bispo | 8 |
| 7 | b6 preto rei · a4 branco bispo · b4 branco rei · e3 branco bispo | b6 preto rei · a4 branco bispo · b4 branco rei · e3 branco bispo | b6 preto rei · a4 branco bispo · b4 branco rei · e3 branco bispo | b6 preto rei · a4 branco bispo · b4 branco rei · e3 branco bispo | b6 preto rei · a4 branco bispo · b4 branco rei · e3 branco bispo | b6 preto rei · a4 branco bispo · b4 branco rei · e3 branco bispo | b6 preto rei · a4 branco bispo · b4 branco rei · e3 branco bispo | b6 preto rei · a4 branco bispo · b4 branco rei · e3 branco bispo | 7 |
| 6 | b6 preto rei · a4 branco bispo · b4 branco rei · e3 branco bispo | b6 preto rei · a4 branco bispo · b4 branco rei · e3 branco bispo | b6 preto rei · a4 branco bispo · b4 branco rei · e3 branco bispo | b6 preto rei · a4 branco bispo · b4 branco rei · e3 branco bispo | b6 preto rei · a4 branco bispo · b4 branco rei · e3 branco bispo | b6 preto rei · a4 branco bispo · b4 branco rei · e3 branco bispo | b6 preto rei · a4 branco bispo · b4 branco rei · e3 branco bispo | b6 preto rei · a4 branco bispo · b4 branco rei · e3 branco bispo | 6 |
| 5 | b6 preto rei · a4 branco bispo · b4 branco rei · e3 branco bispo | b6 preto rei · a4 branco bispo · b4 branco rei · e3 branco bispo | b6 preto rei · a4 branco bispo · b4 branco rei · e3 branco bispo | b6 preto rei · a4 branco bispo · b4 branco rei · e3 branco bispo | b6 preto rei · a4 branco bispo · b4 branco rei · e3 branco bispo | b6 preto rei · a4 branco bispo · b4 branco rei · e3 branco bispo | b6 preto rei · a4 branco bispo · b4 branco rei · e3 branco bispo | b6 preto rei · a4 branco bispo · b4 branco rei · e3 branco bispo | 5 |
| 4 | b6 preto rei · a4 branco bispo · b4 branco rei · e3 branco bispo | b6 preto rei · a4 branco bispo · b4 branco rei · e3 branco bispo | b6 preto rei · a4 branco bispo · b4 branco rei · e3 branco bispo | b6 preto rei · a4 branco bispo · b4 branco rei · e3 branco bispo | b6 preto rei · a4 branco bispo · b4 branco rei · e3 branco bispo | b6 preto rei · a4 branco bispo · b4 branco rei · e3 branco bispo | b6 preto rei · a4 branco bispo · b4 branco rei · e3 branco bispo | b6 preto rei · a4 branco bispo · b4 branco rei · e3 branco bispo | 4 |
| 3 | b6 preto rei · a4 branco bispo · b4 branco rei · e3 branco bispo | b6 preto rei · a4 branco bispo · b4 branco rei · e3 branco bispo | b6 preto rei · a4 branco bispo · b4 branco rei · e3 branco bispo | b6 preto rei · a4 branco bispo · b4 branco rei · e3 branco bispo | b6 preto rei · a4 branco bispo · b4 branco rei · e3 branco bispo | b6 preto rei · a4 branco bispo · b4 branco rei · e3 branco bispo | b6 preto rei · a4 branco bispo · b4 branco rei · e3 branco bispo | b6 preto rei · a4 branco bispo · b4 branco rei · e3 branco bispo | 3 |
| 2 | b6 preto rei · a4 branco bispo · b4 branco rei · e3 branco bispo | b6 preto rei · a4 branco bispo · b4 branco rei · e3 branco bispo | b6 preto rei · a4 branco bispo · b4 branco rei · e3 branco bispo | b6 preto rei · a4 branco bispo · b4 branco rei · e3 branco bispo | b6 preto rei · a4 branco bispo · b4 branco rei · e3 branco bispo | b6 preto rei · a4 branco bispo · b4 branco rei · e3 branco bispo | b6 preto rei · a4 branco bispo · b4 branco rei · e3 branco bispo | b6 preto rei · a4 branco bispo · b4 branco rei · e3 branco bispo | 2 |
| 1 | b6 preto rei · a4 branco bispo · b4 branco rei · e3 branco bispo | b6 preto rei · a4 branco bispo · b4 branco rei · e3 branco bispo | b6 preto rei · a4 branco bispo · b4 branco rei · e3 branco bispo | b6 preto rei · a4 branco bispo · b4 branco rei · e3 branco bispo | b6 preto rei · a4 branco bispo · b4 branco rei · e3 branco bispo | b6 preto rei · a4 branco bispo · b4 branco rei · e3 branco bispo | b6 preto rei · a4 branco bispo · b4 branco rei · e3 branco bispo | b6 preto rei · a4 branco bispo · b4 branco rei · e3 branco bispo | 1 |
|   | a                                                                | b                                                                | c                                                                | d                                                                | e                                                                | f                                                                | g                                                                | h                                                                |   |

### Rei, Bispo e Cavalo contra Rei
Esse mate é executado em casa angular da mesma cor do rei adversário ou em uma das duas casas adjacentes.
|   | a                                                                    | b                                                                    | c                                                                    | d                                                                    | e                                                                    | f                                                                    | g                                                                    | h                                                                    |   |
| 8 | a8 preto rei · c7 branco rei · b5 branco chancelor · e4 branco bispo | a8 preto rei · c7 branco rei · b5 branco chancelor · e4 branco bispo | a8 preto rei · c7 branco rei · b5 branco chancelor · e4 branco bispo | a8 preto rei · c7 branco rei · b5 branco chancelor · e4 branco bispo | a8 preto rei · c7 branco rei · b5 branco chancelor · e4 branco bispo | a8 preto rei · c7 branco rei · b5 branco chancelor · e4 branco bispo | a8 preto rei · c7 branco rei · b5 branco chancelor · e4 branco bispo | a8 preto rei · c7 branco rei · b5 branco chancelor · e4 branco bispo | 8 |
| 7 | a8 preto rei · c7 branco rei · b5 branco chancelor · e4 branco bispo | a8 preto rei · c7 branco rei · b5 branco chancelor · e4 branco bispo | a8 preto rei · c7 branco rei · b5 branco chancelor · e4 branco bispo | a8 preto rei · c7 branco rei · b5 branco chancelor · e4 branco bispo | a8 preto rei · c7 branco rei · b5 branco chancelor · e4 branco bispo | a8 preto rei · c7 branco rei · b5 branco chancelor · e4 branco bispo | a8 preto rei · c7 branco rei · b5 branco chancelor · e4 branco bispo | a8 preto rei · c7 branco rei · b5 branco chancelor · e4 branco bispo | 7 |
| 6 | a8 preto rei · c7 branco rei · b5 branco chancelor · e4 branco bispo | a8 preto rei · c7 branco rei · b5 branco chancelor · e4 branco bispo | a8 preto rei · c7 branco rei · b5 branco chancelor · e4 branco bispo | a8 preto rei · c7 branco rei · b5 branco chancelor · e4 branco bispo | a8 preto rei · c7 branco rei · b5 branco chancelor · e4 branco bispo | a8 preto rei · c7 branco rei · b5 branco chancelor · e4 branco bispo | a8 preto rei · c7 branco rei · b5 branco chancelor · e4 branco bispo | a8 preto rei · c7 branco rei · b5 branco chancelor · e4 branco bispo | 6 |
| 5 | a8 preto rei · c7 branco rei · b5 branco chancelor · e4 branco bispo | a8 preto rei · c7 branco rei · b5 branco chancelor · e4 branco bispo | a8 preto rei · c7 branco rei · b5 branco chancelor · e4 branco bispo | a8 preto rei · c7 branco rei · b5 branco chancelor · e4 branco bispo | a8 preto rei · c7 branco rei · b5 branco chancelor · e4 branco bispo | a8 preto rei · c7 branco rei · b5 branco chancelor · e4 branco bispo | a8 preto rei · c7 branco rei · b5 branco chancelor · e4 branco bispo | a8 preto rei · c7 branco rei · b5 branco chancelor · e4 branco bispo | 5 |
| 4 | a8 preto rei · c7 branco rei · b5 branco chancelor · e4 branco bispo | a8 preto rei · c7 branco rei · b5 branco chancelor · e4 branco bispo | a8 preto rei · c7 branco rei · b5 branco chancelor · e4 branco bispo | a8 preto rei · c7 branco rei · b5 branco chancelor · e4 branco bispo | a8 preto rei · c7 branco rei · b5 branco chancelor · e4 branco bispo | a8 preto rei · c7 branco rei · b5 branco chancelor · e4 branco bispo | a8 preto rei · c7 branco rei · b5 branco chancelor · e4 branco bispo | a8 preto rei · c7 branco rei · b5 branco chancelor · e4 branco bispo | 4 |
| 3 | a8 preto rei · c7 branco rei · b5 branco chancelor · e4 branco bispo | a8 preto rei · c7 branco rei · b5 branco chancelor · e4 branco bispo | a8 preto rei · c7 branco rei · b5 branco chancelor · e4 branco bispo | a8 preto rei · c7 branco rei · b5 branco chancelor · e4 branco bispo | a8 preto rei · c7 branco rei · b5 branco chancelor · e4 branco bispo | a8 preto rei · c7 branco rei · b5 branco chancelor · e4 branco bispo | a8 preto rei · c7 branco rei · b5 branco chancelor · e4 branco bispo | a8 preto rei · c7 branco rei · b5 branco chancelor · e4 branco bispo | 3 |
| 2 | a8 preto rei · c7 branco rei · b5 branco chancelor · e4 branco bispo | a8 preto rei · c7 branco rei · b5 branco chancelor · e4 branco bispo | a8 preto rei · c7 branco rei · b5 branco chancelor · e4 branco bispo | a8 preto rei · c7 branco rei · b5 branco chancelor · e4 branco bispo | a8 preto rei · c7 branco rei · b5 branco chancelor · e4 branco bispo | a8 preto rei · c7 branco rei · b5 branco chancelor · e4 branco bispo | a8 preto rei · c7 branco rei · b5 branco chancelor · e4 branco bispo | a8 preto rei · c7 branco rei · b5 branco chancelor · e4 branco bispo | 2 |
| 1 | a8 preto rei · c7 branco rei · b5 branco chancelor · e4 branco bispo | a8 preto rei · c7 branco rei · b5 branco chancelor · e4 branco bispo | a8 preto rei · c7 branco rei · b5 branco chancelor · e4 branco bispo | a8 preto rei · c7 branco rei · b5 branco chancelor · e4 branco bispo | a8 preto rei · c7 branco rei · b5 branco chancelor · e4 branco bispo | a8 preto rei · c7 branco rei · b5 branco chancelor · e4 branco bispo | a8 preto rei · c7 branco rei · b5 branco chancelor · e4 branco bispo | a8 preto rei · c7 branco rei · b5 branco chancelor · e4 branco bispo | 1 |
|   | a                                                                    | b                                                                    | c                                                                    | d                                                                    | e                                                                    | f                                                                    | g                                                                    | h                                                                    |   |